# Илиотропиты

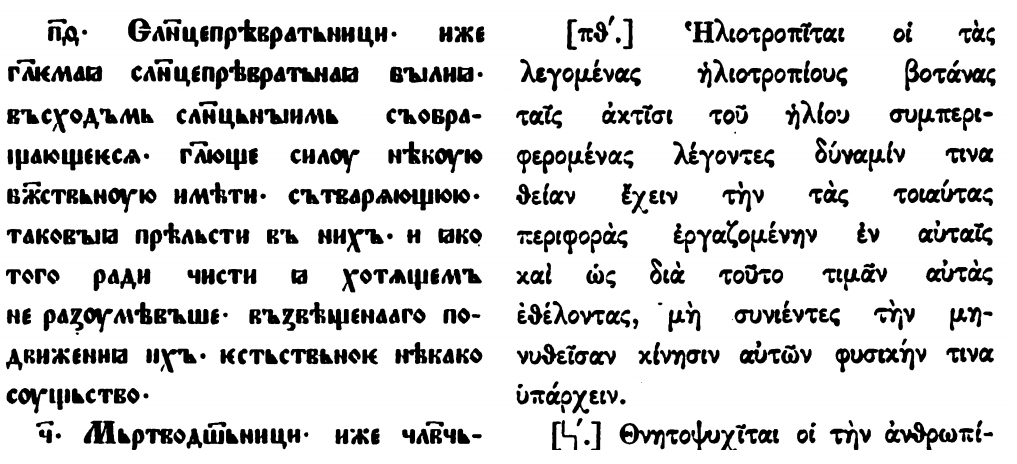
Илиотропиты в книге В. Н. Бенешевича Древнеславянская кормчая XIV титулов без толкования. СПб, 1907. Т. 1.

Илиотропи́ты (др.-греч. ἡλιοτροπῖται от др.-греч. ἥλιος — «солнце» + др.-греч. τροπή — «поворот»; лат. heliotropitae; ст.‑слав. солнцепрѣвратьници) — еретики, описанные Иоанном Дамаскиным в книге «О ста ересях вкратце», 89 ересь. Какая численность этих еретиков и как долго они существовали, Иоанн Дамаскин не сообщает, он говорит лишь о том, что своё название эти еретики получили благодаря своему своеобразному учению. Согласно учению илиотропитов: в природе существуют, так называемые, гелиотропные растения, поворачивающиеся к лучам солнца. Эти растения имеют в себе некоторую божественную силу, эта сила совершает в них такие круговращения. По этой причине илиотропиты почитали растения. Иоанн Дамаскин пишет о том, что илиотропиты не понимали, что движение в растениях естественное.